# Hohlspiegel

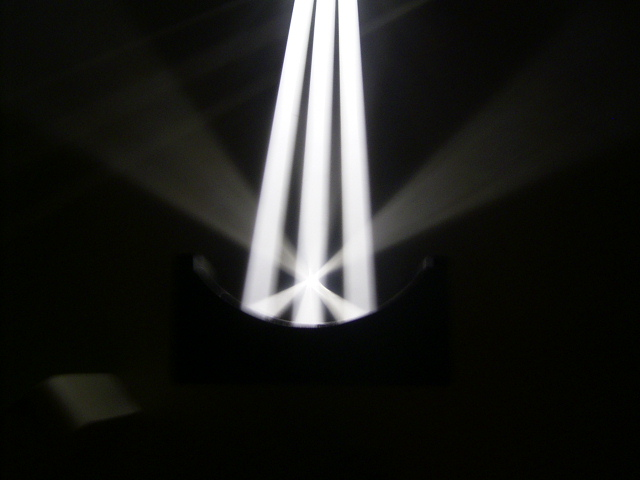
Strahlengang in einem Hohlspiegel

Ein Hohlspiegel ist ein konkav (nach innen) gewölbter Spiegel (Konkavspiegel). Praktische Verwendung finden vor allem Hohlspiegel in Form eines Kugelausschnitts („sphärische“ Spiegel) und in Form von Rotationsparaboloiden (siehe auch Parabolspiegel).
Ein Hohlspiegel, der zum Konzentrieren von Strahlen in seinem Brennpunkt (Fokus) dient (z. B. Sonnenstrahlen bei der Nutzung von Sonnenenergie in Sonnenkraftwerken), wird Brennspiegel genannt.

## Geschichte

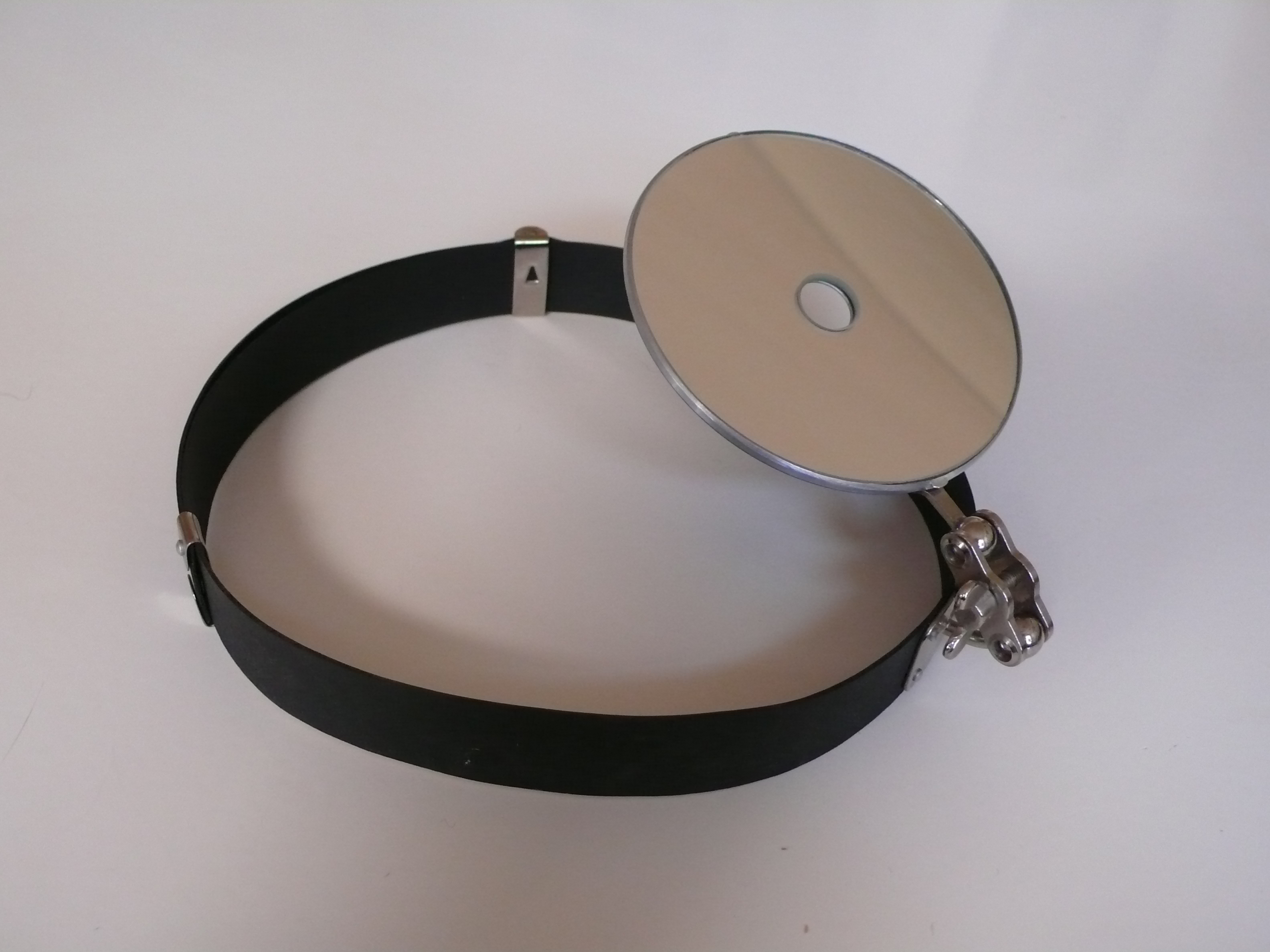
Der Stirnspiegel wird heute noch beispielsweise zur Untersuchung des Kehlkopfs eingesetzt

Der französische Arzt Pierre Borel, Mitglied der Pariser Académie des sciences, setzte im 17. Jahrhundert den Hohlspiegel als Untersuchungsinstrument ein. Zum Zwecke der medizinischen Untersuchung und besseren Ausleuchtung von Körperöffnungen konstruierte er einen Hohlspiegel zur Reflexion und Fokussierung des Lichtes auf das zu untersuchende Objekt. Einen perforierten Hohlspiegel zur Beleuchtung bei der Ohr-Endoskopie erfand 1845 der Landarzt Friedrich Hofmann (1806–1886). Leicht modifiziert werden Hohlspiegel heute noch als Stirnspiegel oder -reflektoren in der medizinischen Diagnostik eingesetzt.

## Zwei Hauptvarianten
Analog zu sphärischen und asphärischen Sammellinsen gibt es auch bei Hohlspiegeln zwei Bauformen. Dabei hat die aufwendigere und teurere Bauform den Vorteil, die sphärische Aberration weitgehend zu unterdrücken.

### Parabolspiegel
Nur beim Parabolspiegel werden alle Lichtstrahlen, die parallel zur optischen Achse einfallen, exakt im Brennpunkt (Fokus) gebündelt. Die Parabolform ist aber in der Herstellung deutlich aufwendiger als die sphärische Form.

### Sphärischer Hohlspiegel

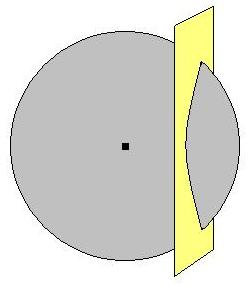
Sphärische Form als Abschnitt einer Hohlkugel

Einen Parabolspiegel kann man für geringe Krümmungswinkel durch eine Kugelfläche annähern, und zwar mit einer Genauigkeit, die für viele Anwendungen ausreicht. Ein sphärischer Spiegel ist wesentlich einfacher herzustellen als ein Parabolspiegel, sodass er oft den Vorzug erhält.
Die optische Eigenschaft des Hohlspiegels wird bestimmt durch den Radius der Kugel, deren Wandsegment er darstellt, den sogenannten Wölbungsradius. Stellt man in das Zentrum der Kugel eine (gedachte) punktförmige Lichtquelle, so reflektiert der Spiegel das Licht der Quelle wieder auf diese zurück. Kommen die Lichtstrahlen parallel aus dem Unendlichen, so reflektiert der Spiegel sie zum Fokus (Brennpunkt). Dieser liegt in etwa auf halbem Weg zwischen Zentrum und Spiegel. Die Brennweite eines Hohlspiegels beträgt also die Hälfte seines Kreisradius. Allerdings erfolgt die Vereinigung der Lichtstrahlen wegen der sphärischen Aberration dort nur unvollkommen: Die Lichtstrahlen bilden in der Nähe des Fokus eine Katakaustik genannte Figur. (Das wird dagegen beim Parabolspiegel vermieden.)

## Optische Abbildung
Die Betrachtungen werden unter der Annahme angestellt, dass sie in einem Winkelbereich stattfinden, wo sphärischer und Parabolspiegel sich etwa gleich verhalten.
Blickt man innerhalb der Brennweite, also zwischen Spiegel und Brennpunkt, in einen Hohlspiegel, sieht man sich selbst vergrößert, wobei das Bild wie in einem Planspiegel aufrecht und seitenverkehrt ist. Blickt man von außerhalb des Brennpunktes in einen Hohlspiegel, steht das reflektierte Bild auf dem Kopf. Das durch einen Hohlspiegel erzeugte Bild ist über das Reflexionsgesetz berechenbar (siehe auch: optische Abbildung).
Hohlspiegel werden unter anderem als Hauptspiegel in Spiegelteleskopen, in optischen Spektrometern und Monochromatoren sowie als Rasierspiegel verwendet. Auch die Satellitenschüsseln für den Fernsehempfang oder Radarantennen funktionieren nach demselben Prinzip, allerdings für die dem Licht verwandten Radiowellen.

## Strahlengänge bei verschiedenen Gegenstandsweiten
Ähnlich wie bei der Konvexlinse entsteht ein virtuelles Bild, wenn die Gegenstandsweite kleiner als die Brennweite ist (siehe Lupe). Ein typisches Beispiel ist der Kosmetikspiegel, der nur eine geringe Wölbung und damit eine große Brennweite aufweist. Die Brennweite ist also größer als der Abstand des Betrachters (der in diesem Fall der Gegenstand ist) zum Spiegel.
Die Vergrößerung gegenüber einem Planspiegel bei gleichem Betrachtungsabstand ist maximal 2-fach (beide Spiegel im Abstand der Brennweite des Hohlspiegels). Wird der Planspiegel jedoch so nah positioniert, dass das Spiegelbild gerade noch scharf gesehen werden kann, so vergrößert der im Abstand {\displaystyle f} stehende Hohlspiegel um den Faktor {\displaystyle V=250mm/f}. Diese Vergrößerung lässt sich durch Verringerung des Abstandes zum Hohlspiegel noch geringfügig steigern.
Bei Gegenstandsweiten größer der Brennweite entsteht, ebenfalls ähnlich der Konvexlinse, generell ein invertiertes reelles Bild (Ausnahme: Gegenstandsweite gleich Brennweite; s. u.). Die Vergrößerung hängt dabei vom Verhältnis Gegenstandsweite zur Brennweite ab. Ein Beispiel ist hier der Teleskopspiegel, bei dem die Gegenstandsweite sehr groß ist, und ein stark verkleinertes Bild nahe der Brennebene entsteht (damit ein Stern auf eine Fotoplatte passt, muss er extrem verkleinert werden).
| Gegenstandsweite (G), Brennweite (F)                                                            | Bild | Strahlengang |
| ----------------------------------------------------------------------------------------------- | --- | ------------ |
| {\displaystyle G<F} (Objekt zwischen Spiegel und Brennpunkt)                                    | - virtuell (hinter dem Spiegel) - aufrecht - vergrößert |              |
| {\displaystyle {G=F}} (Objekt befindet sich in der Brennebene)                                  | - die reflektierten Strahlen eines Bildpunkts verlaufen parallel – es entsteht kein Bild Anmerk.                                                                                   |              |
| {\displaystyle {F<G<2F}} (Objekt befindet sich zwischen der einfachen und doppelten Brennweite) | - reell - invertiert - vergrößert |              |
| {\displaystyle {G=2F}} (die Gegenstandsweite entspricht der doppelten Brennweite)               | - reell - invertiert - Gegenstand und Bild sind gleich groß |              |
| {\displaystyle G{>}2F} (die Gegenstandsweite ist größer als die doppelte Brennweite)            | - reell - invertiert - verkleinert - im Grenzfall, bei dem die Gegenstandsweite bei großer Entfernung gegen Unendlich geht, entsteht das Bild nahe bzw. faktisch in der Brennebene |              |

## Sonstiges
Ein kleiner Konkavspiegel ist eine gute Methode zur freiäugigen Beobachtung von Sonnenfinsternissen. Statt die Sonne mit einer Sammellinse abzubilden und das grelle Bild abzudämpfen, ist ein kleiner Hohlspiegel nützlicher: einige cm groß und mit einer Brennweite von 1,5 bis 3 Meter.
Während man bei einer Linse ein Stativ oder ähnliches braucht, um das Bild der Sonne auf eine weiße Fläche in Bodennähe projizieren zu können, lässt sich ein Spiegelchen dorthin drehen, wo die Zuschauer der Vorführung am besten hinsehen. Damit entfällt auch das Problem, dass die Sonne auf die Projektionsfläche scheint und den Bildkontrast verschlechtert.
In der Zeitschrift Der Spiegel gibt es auf der vorletzten Seite eine Spalte mit dem Titel Hohlspiegel. Dort werden lustige, kuriose bzw. unfreiwillig komische Zeitungsausschnitte, Zeitungsüberschriften, Annoncen, Ausschnitte aus Gebrauchsanleitungen u. ä. zitiert.